# Cupa României 2003-2004
La Cupa României 2003-2004 è stata la 66ª edizione della coppa nazionale disputata tra il 30 settembre 2003 e il 6 giugno 2004 e conclusa con la vittoria della Dinamo Bucarest, al suo undicesimo titolo e secondo consecutivo.

## Formula
La competizione si svolse ad eliminazione diretta in gara unica tranne i quarti di finale e le semifinali svolte con andata e ritorno. Parteciparono le squadre delle serie inferiori e, a partire dai sedicesimi di finale, quelle della massima serie.

## Sedicesimi di finale
Gli incontri si disputarono tra il 30 settembre e l'8 ottobre 2003.
| Squadra 1                     | Risultato | Squadra 2                 |
| ----------------------------- | --------- | ------------------------- |
| Gaz metan Mediaș              | 0 - 1     | Gloria Bistrița           |
| Oașul Negrești                | 1 - 2     | FC Național București     |
| Petrolul Bolintin-Vale        | 0 - 3     | FC Argeș Pitești          |
| CS Otopeni                    | 4 - 3 rig | Farul Constanța           |
| Inter Gaz București           | 2 - 5     | Dinamo Bucarest           |
| Dacia Mioveni                 | 0 - 2     | Politehnica AEK Timișoara |
| Laminorul Roman               | 0 - 2     | Oțelul Galați             |
| Electrica Constanța           | 1 - 0     | FCM Bacău                 |
| Petrolul Moinești             | 2 - 1     | FC Brașov                 |
| Pandurii Târgu-Jiu            | 0 - 3     | Rapid Bucarest            |
| Chimica Târnaveni             | 0 - 1     | Apulum Alba-Iulia         |
| Dunărea Galați                | 0 - 2     | Petrolul Ploiești         |
| Chimia Craiova                | 0 - 4     | Steaua Bucarest           |
| Tricotaje Ineu                | 2 - 1     | Ceahlăul Piatra-Neamț     |
| Jiul Petroșani                | 1 - 0     | Universitatea Craiova     |
| Atletic Club Universitar Arad | 1 - 2     | FC Oradea                 |

## Ottavi di finale
Gli incontri si disputarono il 21 e il 22 ottobre 2003.
| Squadra 1             | Risultato | Squadra 2                 |
| --------------------- | --------- | ------------------------- |
| FC Oradea             | 0 - 1     | Rapid Bucarest            |
| Petrolul Ploiești     | 2 - 1 gg  | Steaua Bucarest           |
| Apulum Alba-Iulia     | 3 - 2 gg  | Jiul Petroșani            |
| Gloria Bistrița       | 3 - 1     | Electrica Constanța       |
| Tricotaje Ineu        | 2 - 11    | Politehnica AEK Timișoara |
| FC Argeș Pitești      | 1 - 0     | Petrolul Moinești         |
| Dinamo Bucarest       | 5 - 1     | CS Otopeni                |
| FC Național București | 2 - 3 gg  | Oțelul Galați             |

## Quarti di finale
Gli incontri di andata si disputarono il 3 dicembre 2003 mentre quelli di ritorno il 17 marzo 2004.
| Squadra 1        | Totale | Squadra 2                 | Andata | Ritorno  |
| ---------------- | ------ | ------------------------- | ------ | -------- |
| Gloria Bistrița  | 2 - 1  | Politehnica AEK Timișoara | 1 - 0  | 1 - 1dts |
| Dinamo Bucarest  | 9 - 1  | Petrolul Ploiești         | 7 - 0  | 2 - 1    |
| Oțelul Galați    | 2 - 1  | Rapid Bucarest            | 2 - 0  | 0 - 1    |
| FC Argeș Pitești | 5 - 0  | Apulum Alba-Iulia         | 4 - 0  | 1 - 0    |

## Semifinali
Gli incontri di andata si disputarono il 7 mentre quelli di ritorno il 21 aprile 2003.
| Squadra 1        | Totale | Squadra 2       | Andata | Ritorno |
| ---------------- | ------ | --------------- | ------ | ------- |
| FC Argeș Pitești | 1 - 2  | Dinamo Bucarest | 1 - 0  | 0 - 2   |
| Gloria Bistrița  | 0 - 5  | Oțelul Galați   | 0 - 1  | 0 - 4   |

## Finale
La finale venne disputata il 6 giugno 2004 a Bucarest.
| Arbitro: | Cristian Balaj (Baia Mare) |

|                                         |           |  |
| Vlad Munteanu 66’ Claudiu Niculescu 77’ | Marcatori |  |